# 康斯坦丁·瑟讷泰斯库
康斯坦丁·瑟讷泰斯库（羅馬尼亞語：Constantin Sănătescu，1885年1月24日—1947年11月8日) 是一名罗马尼亚军官、政治家，1944年8月23日军事政变后任首任罗马尼亚总理，任内罗马尼亚脱离轴心国，加入同盟国。

## 生平
格奥尔基·瑟讷泰斯库（Gheorghe Sănătescu）将军之子，1907年毕业于布加勒斯特军事学院。在第二次巴尔干战争和第一次世界大战中与保加利亚作战。战争期间曾在在巴黎和伦敦担任武官。1935年升为将军，1937年任副参谋总长。第二次世界大战爆发后1940年任驻莫斯科外交官，1941年到1943年指挥第四集团军，1943年到1944年，负责指挥罗马尼亚第4军。
1944年8月，亲德的扬·安东内斯库元帅的独裁统治被推翻，瑟讷泰斯库被国王米哈伊一世任命组织一个新的政府。他成功加强与美国的关系，但罗马尼亚被苏联共产党占领，他在约瑟夫·斯大林的压力下被迫在同年12月2日辞职。1947年死于癌症。